# Castelnuovo di Garfagnana
Castelnuovo di Garfagnana là một đô thị và thị xã của Ý. Đô thị này thuộc tỉnh Lucca trong vùng Toscana. Castelnuovo di Garfagnana có diện tích km2, dân số theo ước tính năm 2005 của Viện thống kê quốc gia Ý là người. 
Các đơn vị dân cư:
Đô thị Castelnuovo di Garfagnana giáp với các đô thị: